# Ty Hardin
Ty Hardin (született Orison Whipple Hungerford) (New York, 1930. január 1. – Huntington Beach, Kalifornia, 2017. augusztus 3.) amerikai színész.

## Filmjei

### Mozifilmek
- The Space Children (1958)
- As Young as We Are (1958)
- Házasság egy szörnyeteggel (I Married a Monster from Outer Space) (1958)
- A kalóz (The Buccaneer) (1958)
- Leszámolás a Puskák-hegyén (Last Train from Gun Hill) (1959)
- Merrill's Marauders (1962)
- The Chapman Report (1962)
- PT 109 (1963)
- Wall of Noise (1963)
- Palm Springs Weekend (1963)
- L'uomo della valle maledetta (1964)
- A halál ötven órája (Battle of the Bulge) (1965)
- Savage Pampas (1966)
- Bersaglio mobile (1967)
- Berserk (1967)
- Custer tábornok (Custer of the West) (1967)
- Ragan (1968)
- Caccia ai violenti (1968)
- Rekviem (Rekvijem) (1970)
- Quel maledetto giorno della resa dei conti (1971)
- Il giorno del giudizio (1971)
- The Last Rebel (1971)
- Acquasanta Joe (1971)
- Sei iellato, amico hai incontrato Sacramento (1972)
- Előre! (Avanti!) (1972)
- Arpad - Zwei Teufelskerle räumen auf (1975)
- Rooster: Spurs of Death! (1977)
- Image of the Beast (1980)
- The Zoo Gang (1985)
- Born Killer (1989)
- A gonosz Jim (Bad Jim) (1990)
- Ments meg! (Rescue Me) (1992)
- Head Over Spurs in Love (2011)

### Tv-filmek
- Fire! (1977)
- Vörös folyó (Red River) (1988)

### Tv-sorozatok
- Bronco (1958–1962, 68 epizódban)
- Sugarfoot (1959, 1961, két epizódban)
- Maverick (1960, egy epizódban)
- Cheyenne (1961, egy epizódban)
- 77 Sunset Strip (1961, egy epizódban)
- Riptide (1969, 26 epizódban)
- Arpad le tzigane (1973, öt epizódban)
- The Quest (1976, egy epizódban)
- Flying High (1978, egy epizódban)
- David Cassidy – Man Undercover (1978, egy epizódban)
- Szerelemhajó (The Love Boat) (1981, egy epizódban)
- Őrangyalok (Noi siamo angeli) (1997, két epizódban)